# Cisnădie
Cisnădie é uma cidade da Romênia com 14282 habitantes, localizada no distrito de Sibiu. Localiza-se 12 quilómetros a sul de Sibiu, junto às montanhas Cindrel.
Foi fundada no século XIII, tendo na época o nome germânico de Heltau. A cidade é conhecida pela sua indústria têxtil, desde as guildas para fabricar roupa aos famosos tapetes de lã fabricados na época do Comunismo.

## Património
- Igreja fortificada evangélica - edifício construído sobre as ruínas de uma basílica romanesca do século XIV. Possui uma Torre do Relógio com 59 metros;
- Torre da Guarda;
- Torre da Câmara Municipal;
- Torre da Escola;
- Museu da Indústria Têxtil.